# Sofia Perovskaïa (film)
Pour les articles homonymes, voir Sofia Perovskaïa.
Pour plus de détails, voir Fiche technique et Distribution.
Sofia Perovskaïa (Софья Перовская) est un film soviétique réalisé par Leo Arnchtam, sorti en 1967,.

## Fiche technique
- Photographie : Alexandre Chelenkov, Tchen You Lan
- Musique : Dmitri Chostakovitch
- Décors : Said Menialchtchikov, Semion Valiouchok
- Montage : Lioudmila Feïginova